# Lorenzo Asprella
Lorenzo Asprella (1538–1605) foi um prelado católico romano que serviu como bispo de Massa Lubrense (1594–1605).

## Biografia
Lorenzo Asprella nasceu em Tursien. No dia  19 de dezembro de 1594 foi nomeado durante o papado de Clemente VIII como Bispo de Massa Lubrense, onde serviu como bispo até à sua morte em 1605.